# اینا سوسلینا
اینا سوسلینا (روسی: Инна Евгеньевна Суслина؛ زادهٔ ۵ ژانویهٔ ۱۹۷۹) بازیکن هندبال اهل روسیه است.